# Associazione con i Fatebenefratelli per i malati lontani
L'Associazione con i Fatebenefratelli per i malati lontani (AFMAL) è un'organizzazione non governativa senza scopo di lucro. Essa nacque il 30 ottobre del 1979 ed ottenne l'abilitazione al servizio di volontariato dal Ministero degli affari esteri italiano con il decreto del 19/7/1987, poi riconfermato il 14/9/1988. Dal 1995 ha ottenuto anche il riconoscimento dell'Unione europea. Le attività dell'Afmal sono supportate dall'Ordine ospedaliero di San Giovanni di Dio, che in Italia è noto col nome di Fatebenefratelli, fondato nel XVI secolo da San Giovanni di Dio.
L'Afmal si occupa di promuovere l'assistenza sanitaria nei paesi in via di sviluppo, anche in casi di emergenza, e tutte le attività che siano in grado di migliorare lo stato complessivo degli abitanti locali. Tramite l'azione del volontariato, inoltre, punta a creare una coscienza di pace e di solidarietà che permetta di comprendere ed abbattere tutto ciò che è responsabile del sottosviluppo delle popolazioni.

Al fine di ottenere questi risultati l'associazione si occupa di stabilire un rapporto di collaborazione con gli abitanti del posto per individuare le problematiche più importanti che vengono poi affrontate tramite progetti specifici. Si cerca inoltre di valorizzare l'attività della popolazione residente tramite la formazione di gruppi che siano in grado di portare avanti il progetto in maniera autonoma e l'introduzione di tecnologie informatiche di supporto.

L'Afmal si occupa di selezionare e formare personale volontario a contratto che verrà poi utilizzato per l'espletamento dei progetti in corso. L'associazione, inoltre, gestisce un programma di adozione a distanza nelle Filippine per l'aiuto a bambini disabili. Promuove, infine, campagne di sensibilizzazione verso i problemi derivanti dal sottosviluppo e dalla fame e dall'emarginazione, produce materiale informativo ed organizza anche conferenze e seminari in merito.